# 볼프강 카피토

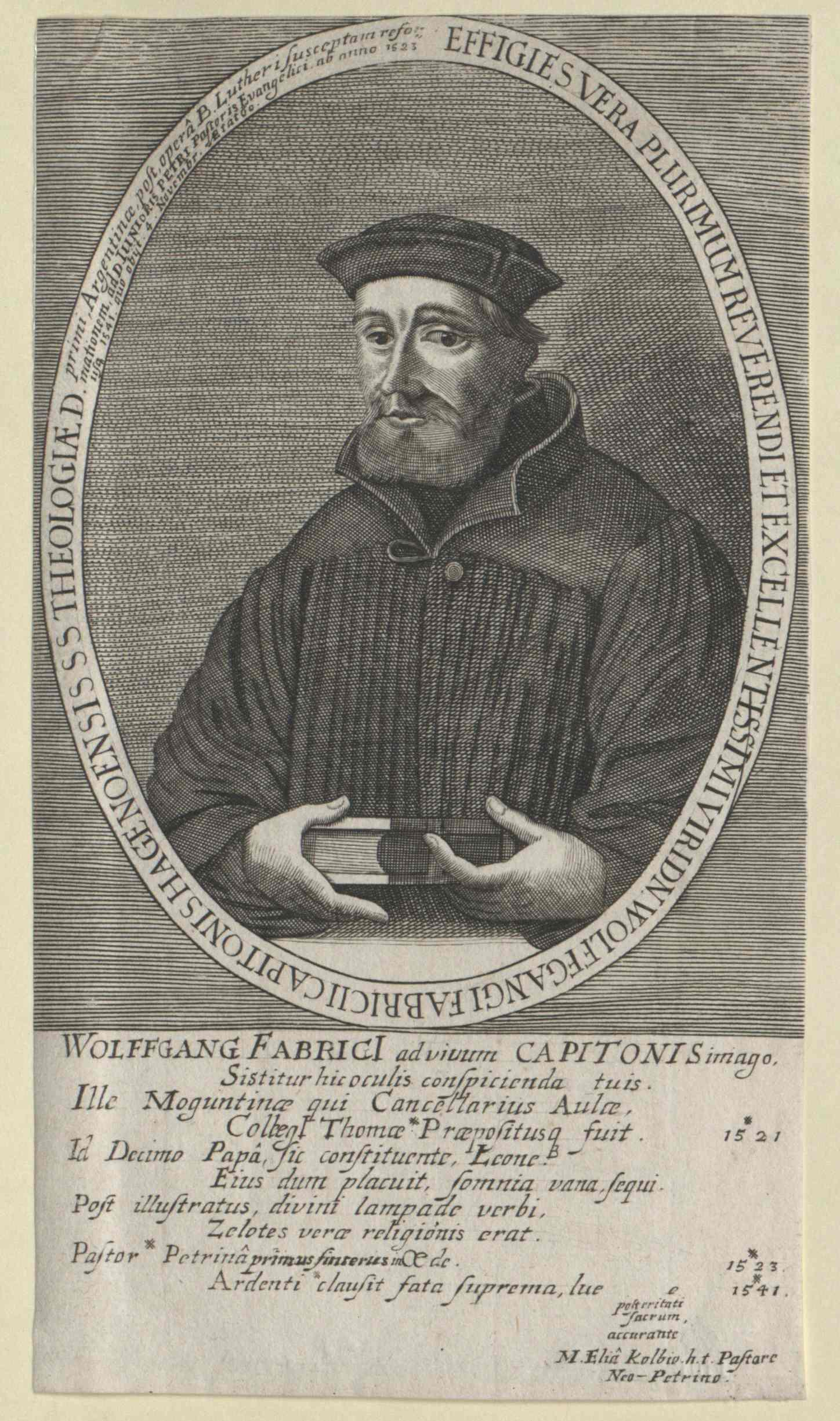
볼프강 가피토

볼프강 카피토(Wolfgang Fabricius Capito , or Köpfel, 1473년 - 1541년 11월)는 독일의 종교개혁가이다. 알사스주 하게나우에서 대장장이 집안에서 태어난 카피토는 유명한 파오즈헤임에 있는 라틴어 학교를 다녔다.:111 의학, 그리고 법학 교육을 받았으며 프라이버그 대학에서 신학박사를 받았다.
루터와도 서신 왕래를 하였지만 츠빙글리와 친하였다. 스트라스부르에서 죽기까지 종교개혁가로 살았다. 취리히 2차 회의에 참석하였고 마르틴 부처와 함께 츠빙글리의 신학을 따르는 4개 도시를 중심으로 스트라스부르그 고백서를 작성하였다. 그의 아내는 종교개혁의 어머니로 유명한 비브란디스 로젠블라트였다.

## 같이 보기
- 비브란디스 로젠블라트
- 외콜람파디우스
- 마르틴 부서